# 尼斯塔德和約

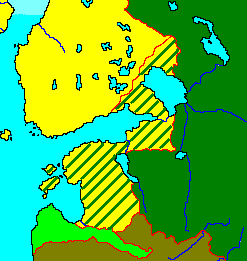
和約影響: 戰前瑞典（黃），俄羅斯（綠），斜線部分為俄國獲得領土

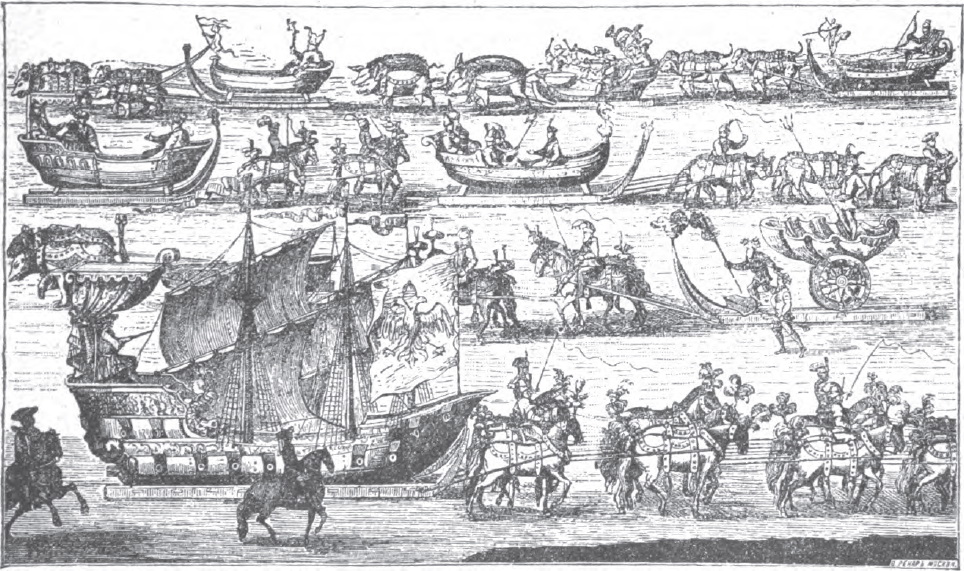
莫斯科慶祝簽訂尼斯塔德和約（1833年）

《尼斯塔德和約》（俄语：Ништадтский мир）是俄國與瑞典於1721年9月10日在小鎮尼斯塔德/新考蓬基（瑞典語：Nystad）簽訂的和平条约。
俄國為了奪取波羅的海的出海口及與瑞典爭雄，於1700年8月正式向瑞典宣戰，展開了為時二十年的大北方戰爭。戰事初期，當時的瑞典國王卡爾十二世帶領瑞典軍隊成功阻截侵略軍，並四處獲勝，但不久後便因勝利而沖昏了頭腦，親率大軍進攻俄國，深入俄國境內，1709年瑞軍因遭遇極寒天氣大敗而歸，只得與俄國求和，但在議和期間，瑞典為彌補戰爭損失，1716年，卡爾十二世親自率軍入侵挪威並戰死沙場，得年36歲，使得瑞軍陣脚大亂，引來俄軍再啓戰端。1720年俄軍攻進瑞典，瑞典兵敗如山倒，只得與俄國進行不平等的和談。1721年，兩國簽訂尼斯塔德和約，瑞典喪失大片土地，在三十年戰爭後所得的優勢盡失，而俄國則取得了波羅的海的出海口，並從此稱霸波羅的海，成為歐洲列強之一。
尼斯塔德和約有24項條款及一項單獨附約。根據和約，瑞典須將俄國於大北方戰爭中除芬蘭外在波羅的海所佔領的土地全部割讓給俄國，包括英格亞、愛沙尼亞、利沃尼亞和卡累利阿等地；俄國則從芬蘭撒軍，將芬蘭歸還瑞典，永不侵佔。但俄國在1809年毁約，佔領了芬蘭。

## 參閱條目
- 金色和平餐厅
- 大北方戰爭
- 1700年－1799年條約列表